# 오루츠 레이스
오루츠 레이스 (Oruç Reis; عروج ريس; Arrudye; 1474–1518)는 오스만 제국 소속의 알제 총독이자 지중해의 총독이었다. 오루츠는 바르바로스 하이렛딘 파샤의 친형이기도 하다. 그는 현재의 그리스 레스보스섬에서 출생, 오스만령 알제리 틀렘센에서 스페인과의 전투 도중 사망하였다.
그는 바바 오루츠 혹은 바바 아루즈 (오루츠의 아버지라는 뜻)라는 별명으로 잘 알려졌는데, 이는 그가 스페인에서 많은 수의 모리스코, 무슬림, 그리고 유대교 난민들을 북아프리카로 수송하였던 경력으로 얻은 이름으로, 유럽 지역의 민간어원에서는 바르바로사 (이탈리아어로 붉은 수염이라는 뜻)라는 이름으로 알려지기도 했다.

## 같이 보기
- 오스만 해군